# 中国驻印军美军施贵医院
對日抗战期间，中華民國國軍为抗击日军，曾在印度和缅甸浴血奋战，在缅甸和印度的中国军队曾命名为中国远征军和中国驻印军（CAI），美军中缅印战区（CBI）总司令約瑟夫·史迪威曾任駐印軍指揮官，美军Seagrave's Hospital隶属駐印軍总指挥部，当时以及密支那战役期间，为方便中国军人前往该医院就诊，医院在其门口挂上了中文牌子「施贵医院」，意即：Seagrave's Hospital，这就是中国驻印军美军施贵医院。